# BlackBerry 10
BlackBerry 10 (BB10, BBX) — операційна система, яка розроблена компанією Research In Motion, для планшетів та смартфонів BlackBerry. Базується на QNX, яка була придбана Research In Motion в квітні 2010 року. Спочатку система називалась BBX, але після судового позову від компанії BASIS International, система змінила ім'я на BlackBerry 10

## Історія
Операційна система спочатку називалася BBX, але це було змінено, коли BlackBerry було заблоковано використання торгової марки BBX після судового позову від BASIS International, яка вже використовувала її для свого програмного забезпечення. 
12 листопада 2012 року генеральний директор Торстен Хейнс оголосив про запуск 30 січня 2013 року операційної системи BlackBerry 10 версії 10.0 і перших смартфонів, які працюють на ній.  Операційна система, а також два пристрої, Z10 (пристрій з повним сенсорним екраном) і Q10 (пристрій, оснащений фізичною клавіатурою), були анонсовані у всьому світі одночасно 30 січня 2013 року. Компанія також оголосила, що планшет BlackBerry PlayBook отримає оновлення до BlackBerry 10 пізніше в 2013 році.  Згодом BlackBerry заявила, публікуючи свої фінансові результати за 1 квартал 2014 року, що BlackBerry PlayBookне отримуватиме оновлення до BlackBerry 10, посилаючись на те, що апаратне забезпечення не забезпечить належного досвіду BlackBerry 10 і зосереджено на майбутніх пристроях. BlackBerry продовжувала підтримувати та розвивати PlayBook за допомогою окремої планшетної ОС.
14 травня 2013 року було запущено BlackBerry OS 10.1. Це принесло покращення до багатьох функцій, які запитують користувачі.
13 вересня 2013 року в Азії BlackBerry оголосила про запуск BlackBerry OS 10.2 і нового пристрою BlackBerry 10, Z30 , що забезпечує підвищення продуктивності в порівнянні з попередніми пристроями BlackBerry 10.
18 червня 2014 року BlackBerry оголосила про офіційні відносини з Amazon.com , в результаті чого оновлення 10.3 об’єднало Amazon Appstore .
15 грудня 2017 року генеральний директор BlackBerry Джон С. Чен оголосив, що буде щонайменше два роки підтримки пристроїв BlackBerry 10 і BlackBerry OS. У той час очікувалося, що операційна система закінчиться наприкінці 2019 року  , а підтримка багатьох вбудованих програмних пакетів буде припинена (наприклад, Facebook , Dropbox , Evernote , LinkedIn тощо). 
BlackBerry Limited оголосила, що операційна система BlackBerry 7.1 OS і раніше, програмне забезпечення BlackBerry 10 і BlackBerry PlayBook перестануть діяти з 4 січня 2022 року.  Після цього періоду більшість програм і служб, таких як дані, телефонні дзвінки, SMS і вбудовані в нього функції 9-1-1 не працюватимуть належним чином.

## Ресурси

### BlackBerry Balance
BlackBerry Balance — це функція керування профілями, за допомогою якої можна перемикати ролі пристрою між особистими та робочими, кожна з яких має ролі, призначені для кожного сценарію, попередньо визначеного користувачем.

### BlackBerry HUB
BlackBerry HUB — це вбудована функція системи, де можна підключити кілька соціальних мереж та облікових записів електронної пошти , отримуючи динамічні сповіщення в режимі реального часу від кожного з них.
- Сервіси, які підтримує BlackBerry HUB
  - LinkedIn
  - Facebook
  - твіттер
  - BlackBerry Messenger (BBM)
  - Електронна пошта
    - Будь-який сервіс електронної пошти, який підтримує ActiveSync / IMAP / POP / CalDAV і CardDAV.

### Камера "Time Shift"
Функція «Time Shift» на BlackBerry 10 дозволяє змінювати частини зображення або ціле зображення на основі кількох одночасних зйомок, корисна функція для миттєвих корекцій, таких як: закриті очі під час фотографії та надходження об’єктів передня частина об’єктива на момент фото.

## Відгуки
Відгуки про BlackBerry 10 в цілому позитивні. Девід Пог із The New York Times зазначив, що програмне забезпечення було «простим у освоєнні, елегантним дизайном і напрочуд повним. Воно пропонує функції, які ніхто інший не пропонує, деякі з них адаптовані до корпоративного світу, який підняв BlackBerry на висоту в дні його слави».  Уолт Моссберг з The Wall Street Journal назвав операційну систему «логічною та загалом простою у використанні». Моссберг високо оцінив віртуальну клавіатуру, програмне забезпечення камери та центр обміну повідомленнями; але критикував його екосистему додатків, можливості хмари та незрілість деяких функцій [ потрібна цитата ]. Кайл Вагнер з Gizmodo стверджує, що головний екран BlackBerry 10 «надає BB10 найкращу реалізацію багатозадачності будь-якої мобільної ОС прямо зараз». Далі Вагнер каже, що Hub «працює трохи більше як ящик для сміття». Він також повідомляє про те, що він називає «трагічною помилкою»: «На відміну від будь-якої іншої великої ОС зараз, BlackBerry не відчуває себе повністю інтегрованою».  Огляд Вагнера був заснований на BB 10.0, і після початкових оглядів BB10 ОС оновлювалася кілька разів, і для багатьох проблеми були вирішені. 
У порівнянні з цим, під час запуску CrackBerry.com ставиться до нових функцій більш позитивно і враховує той факт, що ОС є абсолютно новою. У ньому сказано, що BlackBerry Hub «є витонченим рішенням для ефективного управління напливом повідомлень, які ми надходить до нас...».  Далі згадуються незначні розбіжності та нарешті вказується, що багато проблем буде вирішено в майбутніх оновленнях (деякі вже випущені, наприклад, покращення терміну служби акумулятора, вимкнення мелодії дзвінка в режимі біля ліжка  ).  Він критикує обмежені можливості налаштування в порівнянні з BlackBerry OS (гучність сигналу попередження, колір підсвічування). Щодо програм у BlackBerry World«Дійсно вражений якістю програм, які BlackBerry World може запропонувати», він зазначає, що екосистема додатків не така велика, як Android та iOS через свій вік (абсолютно нова) і закінчується словами «безсумнівно, багато інших з’являться, як тільки вони побачать Z10 отримує тягу в дикій природі». Його загальний підсумок BlackBerry 10 (з урахуванням його попередника) «полягає в тому, що BlackBerry 10 дійсно є найкращим із старих і найкращим із нового, зібраного в елегантний, практичний та інтегрований пакет». [ потрібна цитата ]
Станом на 2 квартал 2013 року нова платформа BlackBerry 10 мала майже таку саму кількість розробників, які використовували цю платформу, як і застаріла версія BlackBerry 5/6/7 безпосередньо перед випуском BlackBerry 10.  Протягом кількох місяців після запуску, Платформу BlackBerry 10 використовували приблизно 15% мобільних розробників. [ потрібна цитата ]
BlackBerry 10 додав рівень сумісності для програмного забезпечення Android, що дозволило розробникам перепакувати свої програми Android для розповсюдження на BlackBerry World . Ця рекламована функція отримала поганий прийом, оскільки програми Android "працювали вкрай погано на телефоні. Мляві, потворні та відключені від основної ОС. Насправді, тому що ці програми запускаються в програмній емуляції Android — Gingerbread не менше ( це версія 2.3) — вони практично не мають відношення до решти операційної системи».  У пізніших версіях додана можливість для користувачів вручну встановлювати пакети програм Android . Починаючи з BlackBerry Passport , Amazon Appstoreбув у комплекті з BlackBerry 10, щоб забезпечити додаткове джерело стороннього програмного забезпечення Android.  Генеральний директор BlackBerry Джон С. Чен сподівався, що власний смартфон Amazon, Fire Phone , сприятиме поширенню магазину Amazon і залучить до нього більше великих розробників, а також екосистему BlackBerry. Однак Fire Phone був комерційним провалом, що призвело до рішення BlackBerry розробити власний телефон Android, що призвело до BlackBerry Priv . 

## Сумісність програм Android та iOS
Вбудована функція емуляції програми Android, яка є в BlackBerry PlayBook, також присутня в BlackBerry 10 з додатковою підтримкою програм для ОС iOS.  Поточний рівень емуляції, який використовується у стабільній версії (10.3.1), — API 18 (Android 4.3).
Також були розкриті функції, які не підтримуються двигуном емуляції Android.

### Список функцій Android, які не підтримуються BlackBerry 10
- BlackBerry Balance:
  - Програми Android не можуть працювати в робочому режимі.
- Непідтримувані типи додатків:
  - віджети
  - Програми, мінімальний рівень API (Android) перевищує 18.
  - Програми, які мають максимальний рівень API (Android) нижчий за 10.
- Апаратні обмеження
  - Bluetooth
  - NFC
  - Барометр
  - VoIP
  - Навігація за допомогою фізичних кнопок
  - Трекбол і D-PAD
  - Телефон і смс
- Обмеження програмного забезпечення
  - Програми, у складі яких є рідний код
  - Програми, які мають віртуальну файлову систему Linux (/sys, /proc)
  - Наступні вбудовані програмні пакети:
    - Карти Google: com.google.android.maps
    - Перетворення тексту в мовлення: com.google.tts
- медіа виконання
  - Наступні протоколи не працюватимуть для відтворення аудіо та відео:
    - RTSP (RTP, SDP)
    - HLS
    - HTTPS

  - Формати аудіо, відео та кодеків
    - AMR-NB - 3GPP (.3gp)
    - AMR-WB - 3GPP (.3gp)
    - FLAC - FLAC (.flac)
    - MIDI - (.mid, .xmf, .mxmf), (.rtttl, .rtx), (.ota) і (.imy)
    - H.263 - 3GPP (.3gp) і MPEG-4 (.mp4)
    - VP8 – WebM (.webm)